# Левківка (Вінницький район)
Ле́вківка — село в Україні, у Погребищенській міській громаді Вінницького району Вінницької області. Населення становить 349 осіб. 

## Географія
На території Левківської сільської ради бере початок річка Рось, що протікає через Вінниччину, Київщину, Черкащину до Дніпра. У зв'язку з цим створений гідрологічний заказник Зелені криниці.

## Герб
Щит скошений зліва червоним і золотим. В першій частині золота відірвана голова лева (Герб села є промовистим. В другій частині два червоних вітряка в перев'яз зліва.

## Історія
Під час Другої світової війни у другій половині липня 1941 року село було окуповане німецько-фашистськими військами. Червоною армією село було зайняте 1 січня 1944 року.
12 червня 2020 року, відповідно до розпорядження Кабінету Міністрів України № 707-р «Про визначення адміністративних центрів та затвердження територій територіальних громад Вінницької області», увійшло до складу Погребищенської міської громади.
19 липня 2020 року, в результаті адміністративно-територіальної реформи та ліквідації Погребищенського району, село увійшло до складу Вінницького району.

## Населення
За даними перепису 2001 року кількість наявного населення села становила 349 осіб, із них 99,14 % зазначили рідною мову українську, 0,57 % — російську, 0,29 % — гагаузьку.
| Рік            | 1989 | 2001 |
| -------------- | ---- | ---- |
| Кількість осіб | 439  | 349  |

### Мова
Розподіл населення за рідною мовою за даними перепису 2001 року:
| Мова       | Відсоток |
| ---------- | -------- |
| українська | 99,14%   |
| російська  | 0,57%    |
| гагаузька  | 0,29%    |

## Відомі люди
- Гуменюк Андрій Іванович — український музикознавець і фольклорист.
- Хамула Андрій Федотович — український будівельник, депутат Верховної Ради УРСР 11-го скликання, Заслужений будівельник УРСР, Почесний громадянин міста Запоріжжя.